# (3985) Raybatson
(3985) Raybatson (1985 CX) – planetoida z pasa głównego asteroid okrążająca Słońce w ciągu 4,81 lat w średniej odległości 2,85 j.a. Odkryta 12 lutego 1985 roku.